# Taylorsville (Mississipi)
Taylorsville és una població dels Estats Units a l'estat de Mississipi. Segons el cens del 2000 tenia 1.341 habitants.

## Demografia
Segons el cens del 2000, Taylorsville tenia 1.341 habitants, 534 habitatges, i 375 famílies. La densitat de població era de 140,7 habitants per km².
Dels 534 habitatges en un 35% hi vivien nens de menys de 18 anys, en un 53,2% hi vivien parelles casades, en un 14% dones solteres, i en un 29,6% no eren unitats familiars. En el 28,5% dels habitatges hi vivien persones soles el 16,5% de les quals corresponia a persones de 65 anys o més que vivien soles. El nombre mitjà de persones vivint en cada habitatge era de 2,48 i el nombre mitjà de persones que vivien en cada família era de 3,05.
Per edats la població es repartia de la següent manera: un 26,2% tenia menys de 18 anys, un 8,9% entre 18 i 24, un 26,3% entre 25 i 44, un 22,5% de 45 a 60 i un 16% 65 anys o més.
L'edat mediana era de 38 anys. Per cada 100 dones de 18 o més anys hi havia 82 homes.
La renda mediana per habitatge era de 28.563 $ i la renda mediana per família de 38.958 $. Els homes tenien una renda mediana de 30.776 $ mentre que les dones 20.096 $. La renda per capita de la població era de 15.202 $. Entorn del 12,5% de les famílies i el 16,1% de la població estaven per davall del llindar de pobresa.

## Poblacions més properes
El següent diagrama mostra les poblacions més properes.